# Collegio di Salisbury
Salisbury è un collegio elettorale inglese situato nel Wiltshire e rappresentato alla camera dei Comuni del parlamento del Regno Unito. Elegge un membro del parlamento con il sistema maggioritario a turno unico; l'attuale parlamentare è John Glen del Partito Conservatore, che rappresenta il collegio dal 2010.

## Estensione

Salisbury dal 2010 al 2024

- 1918-1950: i Municipal Borough di Salisbury e Wilton e i distretti rurali di Amesbury, Salisbury, Tisbury e Wilton.
- 1950-1983: i Municipal Borough di Salisbury e Wilton e i distretti rurali di Amesbury e Salisbury and Wilton.
- 1983-2010: i ward del distretto di Salisbury di Alderbury, Amesbury, Bemerton, Bishopdown, Bulford, Chalke Valley, Donhead, Downton, Durrington, Ebble, Fisherton and Bemerton Village, Fonthill, Fovant, Harnham, Idmiston, Laverstock, Milford, Nadder, Redlynch, St Edmund, St Mark, St Martin, St Paul, Stratford, Till Valley, Tisbury, Upper Bourne, Whiteparish, Wilton, Winterbourne, Winterslow, Woodford Valley e Wylye.
- 2010-2024: i ward del distretto di Salisbury di Alderbury and Whiteparish, Amesbury East, Amesbury West, Bemerton, Bishopdown, Chalke Valley, Downton and Redlynch, Ebble, Fisherton and Bemerton Village, Harnham East, Harnham West, Laverstock, Lower Wylye and Woodford Valley, St Edmund and Milford, St Mark and Stratford, St Martin and Milford, St Paul, Till Valley and Wylye, Upper Bourne, Idmiston and Winterbourne, Wilton e Winterslow.
- dal 2024: le divisioni elettorali del Wiltshire di Alderbury and Whiteparish; Downton and Ebble Valley; Fovant and Chalke Valley; Laverstock; Nadder Valley; Old Sarum and Lower Bourne Valley; Redlynch and Landford; Salisbury Bemerton Heath; Salisbury Fisherton and Bemerton Village; Salisbury Harnham East; Salisbury Harnham West; Salisbury Milford; Salisbury St Edmund’s; Salisbury St Francis and Stratford; Salisbury St Paul’s; Tisbury; Wilton e Winterslow and Upper Bourne Valley.[1]

Il collegio è incentrato intorno alla città di Salisbury, nel Wiltshire. 

## Membri del parlamento dal 1885
| Elezione | Elezione                  | Deputato               | Partito      |
| -------- | ------------------------- | ---------------------- | ------------ |
|          | 1885                      | William Grenfell       | Liberale     |
|          | 1886                      | Edward Hulse           | Conservatore |
| 1897 (S) | Augustus Allhusen         |                        | Conservatore |
| 1900     | Walter Palmer             |                        | Conservatore |
|          | 1906                      | Edward Tennant         | Liberale     |
|          | Gen 1910                  | Godfrey Locker-Lampson | Conservatore |
| 1918     | Hugh Morrison             |                        | Conservatore |
|          | 1923                      | Hugh Moulton           | Liberale     |
|          | 1924                      | Hugh Morrison          | Conservatore |
| 1931 (S) | James Despencer-Robertson |                        | Conservatore |
| 1942 (S) | John Morrison             |                        | Conservatore |
| 1965 (S) | Michael Hamilton          |                        | Conservatore |
| 1983     | Robert Key                |                        | Conservatore |
| 2010     | John Glen                 |                        | Conservatore |

## Elezioni

### Elezioni negli anni 2020
| Partito                    | Partito                                   | Candidato                  | Risultati 4 luglio 2024 | Risultati 4 luglio 2024 |
| Partito                    | Partito                                   | Candidato                  | Voti                    | %                       |
| -------------------------- | ----------------------------------------- | -------------------------- | ----------------------- | ----------------------- |
|                            | Conservatore                              | John Glen                  | 17 110                  | 34,10                   |
|                            | Laburista                                 | Matt Aldridge              | 13 303                  | 26,51                   |
|                            | Lib Dem                                   | Victoria Charleston        | 11 825                  | 23,57                   |
|                            | Reform UK                                 | Julian Malins              | 5 235                   | 10,43                   |
|                            | Verdi                                     | Barney Norris              | 2 115                   | 4,22                    |
|                            | Indipendente                              | Arthur Pendragon           | 458                     | 0,91                    |
|                            | Climate                                   | Chris Harwood              | 127                     | 0,25                    |
|                            |                                           |                            |                         |                         |
| Iscritti                   | Iscritti                                  | Iscritti                   | 70 281                  | 100,00                  |
| ↳ Votanti (% su iscritti)  | ↳ Votanti (% su iscritti)                 | ↳ Votanti (% su iscritti)  | 50 173                  | 71,39                   |
| ↳ Astenuti (% su iscritti) | ↳ Astenuti (% su iscritti)                | ↳ Astenuti (% su iscritti) | 20 108                  | 28,61                   |
|                            |                                           |                            |                         |                         |
|                            | Esito: collegio confermato a Conservatore |                            |                         |                         |

### Elezioni negli anni 2010
| Partito                    | Partito                                   | Candidato                  | Risultati 12 dicembre 2019 | Risultati 12 dicembre 2019 |
| Partito                    | Partito                                   | Candidato                  | Voti                       | %                          |
| -------------------------- | ----------------------------------------- | -------------------------- | -------------------------- | -------------------------- |
|                            | Conservatore                              | John Glen                  | 30 280                     | 56,36                      |
|                            | Lib Dem                                   | Victoria Charleston        | 10 544                     | 19,62                      |
|                            | Laburista                                 | Tom Corbin                 | 9 675                      | 18,01                      |
|                            | Verdi                                     | Rick Page                  | 2 486                      | 4,63                       |
|                            | Indipendente                              | King Arthur Pendragon      | 745                        | 1,39                       |
|                            |                                           |                            |                            |                            |
| Iscritti                   | Iscritti                                  | Iscritti                   | 74 521                     | 100,00                     |
| ↳ Votanti (% su iscritti)  | ↳ Votanti (% su iscritti)                 | ↳ Votanti (% su iscritti)  | 53 730                     | 72,10                      |
| ↳ Astenuti (% su iscritti) | ↳ Astenuti (% su iscritti)                | ↳ Astenuti (% su iscritti) | 20 791                     | 27,90                      |
|                            |                                           |                            |                            |                            |
|                            | Esito: collegio confermato a Conservatore |                            |                            |                            |

| Partito                    | Partito                                   | Candidato                  | Risultati 8 giugno 2017 | Risultati 8 giugno 2017 |
| Partito                    | Partito                                   | Candidato                  | Voti                    | %                       |
| -------------------------- | ----------------------------------------- | -------------------------- | ----------------------- | ----------------------- |
|                            | Conservatore                              | John Glen                  | 30 952                  | 58,06                   |
|                            | Laburista                                 | Tom Corbin                 | 13 619                  | 25,55                   |
|                            | Lib Dem                                   | Paul Sample                | 5 982                   | 11,22                   |
|                            | UKIP                                      | Dean Palethorpe            | 1 191                   | 2,23                    |
|                            | Verdi                                     | Brig Oubridge              | 1 152                   | 2,16                    |
|                            | Indipendente                              | Arthur Uther Pendragon     | 415                     | 0,78                    |
|                            |                                           |                            |                         |                         |
| Iscritti                   | Iscritti                                  | Iscritti                   | 71 944                  | 100,00                  |
| ↳ Votanti (% su iscritti)  | ↳ Votanti (% su iscritti)                 | ↳ Votanti (% su iscritti)  | 53 311                  | 74,10                   |
| ↳ Astenuti (% su iscritti) | ↳ Astenuti (% su iscritti)                | ↳ Astenuti (% su iscritti) | 18 633                  | 25,90                   |
|                            |                                           |                            |                         |                         |
|                            | Esito: collegio confermato a Conservatore |                            |                         |                         |

| Partito                    | Partito                                   | Candidato                  | Risultati 7 maggio 2015 | Risultati 7 maggio 2015 |
| Partito                    | Partito                                   | Candidato                  | Voti                    | %                       |
| -------------------------- | ----------------------------------------- | -------------------------- | ----------------------- | ----------------------- |
|                            | Conservatore                              | John Glen                  | 28 192                  | 55,60                   |
|                            | Laburista                                 | Thomas Corbin              | 7 771                   | 15,33                   |
|                            | UKIP                                      | Paul Martin                | 6 152                   | 12,13                   |
|                            | Lib Dem                                   | Reetendra Banerji          | 5 099                   | 10,06                   |
|                            | Verdi                                     | Alison Craig               | 2 762                   | 5,45                    |
|                            | Indipendente                              | Arthur Uther Pendragon     | 729                     | 1,44                    |
|                            |                                           |                            |                         |                         |
| Iscritti                   | Iscritti                                  | Iscritti                   | 69 554                  | 100,00                  |
| ↳ Votanti (% su iscritti)  | ↳ Votanti (% su iscritti)                 | ↳ Votanti (% su iscritti)  | 50 705                  | 72,90                   |
| ↳ Astenuti (% su iscritti) | ↳ Astenuti (% su iscritti)                | ↳ Astenuti (% su iscritti) | 18 849                  | 27,10                   |
|                            |                                           |                            |                         |                         |
|                            | Esito: collegio confermato a Conservatore |                            |                         |                         |

| Partito                    | Partito                                   | Candidato                  | Risultati 6 maggio 2010 | Risultati 6 maggio 2010 |
| Partito                    | Partito                                   | Candidato                  | Voti                    | %                       |
| -------------------------- | ----------------------------------------- | -------------------------- | ----------------------- | ----------------------- |
|                            | Conservatore                              | John Glen                  | 23 859                  | 49,21                   |
|                            | Lib Dem                                   | Nick Radford               | 17 893                  | 36,91                   |
|                            | Laburista                                 | Tom Gann                   | 3 690                   | 7,61                    |
|                            | UKIP                                      | Frances Howard             | 1 392                   | 2,87                    |
|                            | BNP                                       | Sean Witheridge            | 765                     | 1,58                    |
|                            | Verdi                                     | Nick Startin               | 506                     | 1,04                    |
|                            | Indipendente                              | Arthur Uther Pendragon     | 257                     | 0,53                    |
|                            | Indipendente                              | John Holme                 | 119                     | 0,25                    |
|                            |                                           |                            |                         |                         |
| Iscritti                   | Iscritti                                  | Iscritti                   | 67 428                  | 100,00                  |
| ↳ Votanti (% su iscritti)  | ↳ Votanti (% su iscritti)                 | ↳ Votanti (% su iscritti)  | 48 481                  | 71,90                   |
| ↳ Astenuti (% su iscritti) | ↳ Astenuti (% su iscritti)                | ↳ Astenuti (% su iscritti) | 18 947                  | 28,10                   |
|                            |                                           |                            |                         |                         |
|                            | Esito: collegio confermato a Conservatore |                            |                         |                         |

### Elezioni negli anni 2000
| Partito                    | Partito                                   | Candidato                  | Risultati 5 maggio 2005 | Risultati 5 maggio 2005 |
| Partito                    | Partito                                   | Candidato                  | Voti                    | %                       |
| -------------------------- | ----------------------------------------- | -------------------------- | ----------------------- | ----------------------- |
|                            | Conservatore                              | Robert Key                 | 25 961                  | 47,79                   |
|                            | Lib Dem                                   | Richard Denton-White       | 14 819                  | 27,28                   |
|                            | Laburista                                 | Clare Moody                | 9 457                   | 17,41                   |
|                            | UKIP                                      | Frances Howard             | 2 290                   | 4,22                    |
|                            | Verdi                                     | Hamish Soutar              | 1 555                   | 2,86                    |
|                            | Indipendente                              | John Holme                 | 240                     | 0,44                    |
|                            |                                           |                            |                         |                         |
| Iscritti                   | Iscritti                                  | Iscritti                   | 79 767                  | 100,00                  |
| ↳ Votanti (% su iscritti)  | ↳ Votanti (% su iscritti)                 | ↳ Votanti (% su iscritti)  | 54 322                  | 68,10                   |
| ↳ Astenuti (% su iscritti) | ↳ Astenuti (% su iscritti)                | ↳ Astenuti (% su iscritti) | 25 445                  | 31,90                   |
|                            |                                           |                            |                         |                         |
|                            | Esito: collegio confermato a Conservatore |                            |                         |                         |

| Partito                    | Partito                                   | Candidato                  | Risultati 7 giugno 2001 | Risultati 7 giugno 2001 |
| Partito                    | Partito                                   | Candidato                  | Voti                    | %                       |
| -------------------------- | ----------------------------------------- | -------------------------- | ----------------------- | ----------------------- |
|                            | Conservatore                              | Robert Key                 | 24 527                  | 46,63                   |
|                            | Lib Dem                                   | Yvonne Emmerson-Peirce     | 15 824                  | 30,08                   |
|                            | Laburista                                 | Sue Mallory                | 9 199                   | 17,49                   |
|                            | UKIP                                      | Malcolm Wood               | 1 958                   | 3,72                    |
|                            | Verdi                                     | Hamish Soutar              | 1 095                   | 2,08                    |
|                            |                                           |                            |                         |                         |
| Iscritti                   | Iscritti                                  | Iscritti                   | 80 555                  | 100,00                  |
| ↳ Votanti (% su iscritti)  | ↳ Votanti (% su iscritti)                 | ↳ Votanti (% su iscritti)  | 52 603                  | 65,30                   |
| ↳ Astenuti (% su iscritti) | ↳ Astenuti (% su iscritti)                | ↳ Astenuti (% su iscritti) | 27 952                  | 34,70                   |
|                            |                                           |                            |                         |                         |
|                            | Esito: collegio confermato a Conservatore |                            |                         |                         |

## Risultati dei referendum

### Referendum sulla permanenza del Regno Unito nell'Unione europea del 2016
|  | Collegio    | Lasciare UE % | Rimanere in UE % |
|  | ----------- | ------------- | ---------------- |
|  | Salisbury   | 50,3%         | 49,7%            |
|  | Inghilterra | 53,3%         | 46,7%            |
|  | Regno Unito | 51,9%         | 48,1%            |